# Warrenton, Georgia
Warrenton är administrativ huvudort i Warren County i Georgia. Orten har fått namn efter Joseph Warren som stupade i slaget vid Bunker Hill i amerikanska frihetskriget. Vid 2010 års folkräkning hade Warrenton 1 937 invånare.

## Kända personer från Warrenton
- Tomlinson Fort, politiker